# Wedderlie House

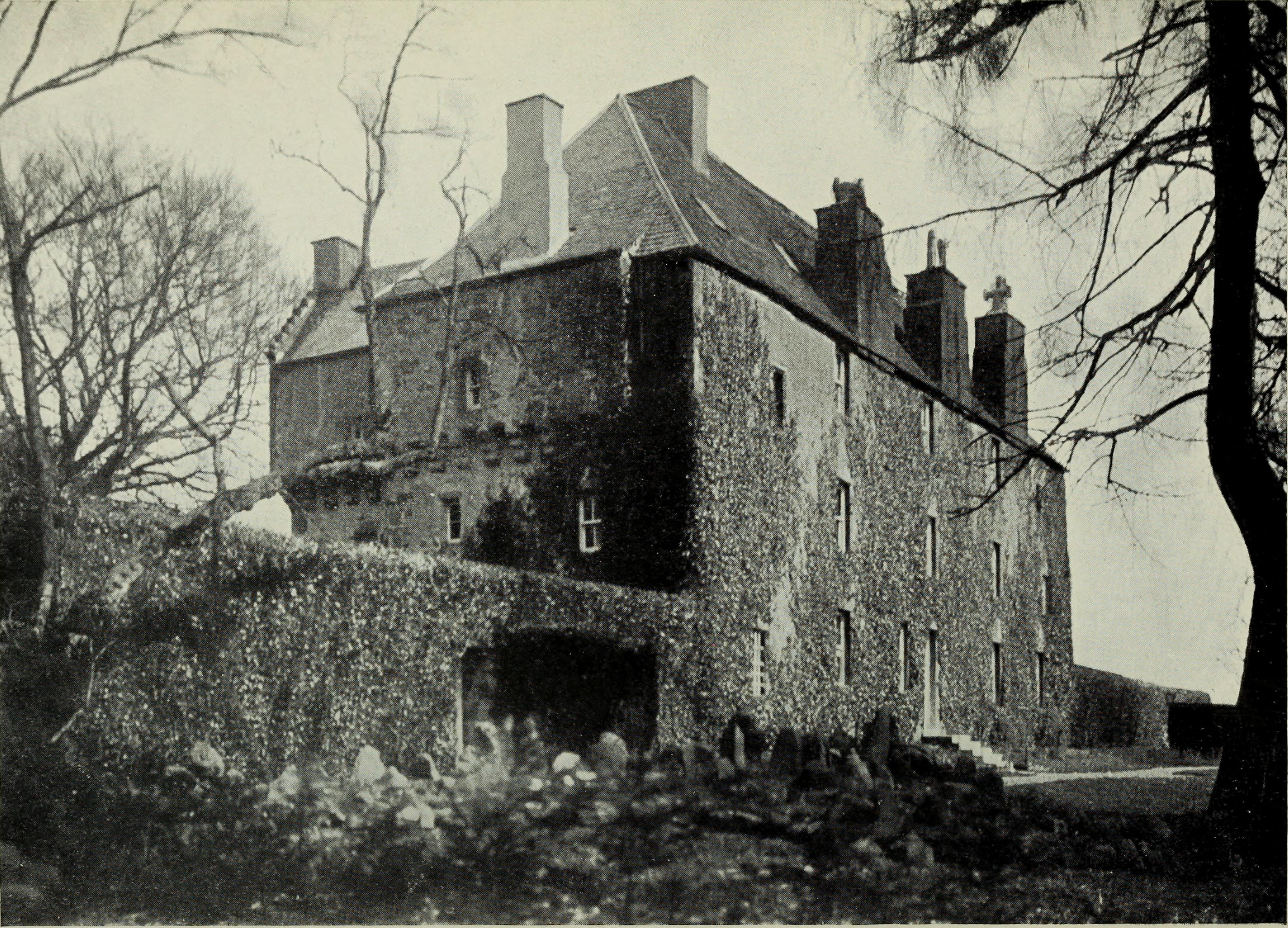
Wedderlie House

Wedderlie House ist ein Wohngebäude nahe der schottischen Ortschaft Westruther in der Council Area Scottish Borders. 1971 wurde das Bauwerk in die schottischen Denkmallisten in der höchsten Denkmalkategorie A aufgenommen.

## Geschichte
Robert de Polwarth war 1258 Herr der umgebenden Ländereien. 1327 ging das Anwesen an Richard Edgar über, dessen Nachfahren es über 400 Jahre lang bewirtschafteten. Englische Banden griffen den dort befindlichen Wehrbau im Spätmittelalter mehrfach an. Robert Stuart, 7. Lord Blantyre erwarb Wedderlie 1733. Die ältesten Fragmente des heutigen Wedderlie House stammen vermutlich aus dem späten 16. Jahrhundert. Im Jahre 1680 wurde Wedderlie House umfassend erweitert.

## Beschreibung
Das Gebäude liegt isoliert rund 1,5 Kilometer nordöstlich von Westruther vor dem Südrand der Lammermuir Hills nahe dem Zusammenfluss von Wedderlie Burn und Trondlin Burn zum Blackadder Water. Der ursprüngliche Wehrbau nimmt das Westende von Wedderlie House ein. Es handelt sich um dreistöckiges Gebäude mit L-förmigem Grundriss. Der spätere Anbau an der Ostseite besitzt ebenfalls einen L-förmigen Grundriss. Im Gegensatz zum älteren Teil ist das Mauerwerk des Anbaus verputzt.